# Huang Zhendong
Huang Zhendong (chinesisch 黄镇东; * Januar 1941 in Nantong, Provinz Jiangsu) ist ein chinesischer Politiker der Kommunistischen Partei Chinas (KPCh), der unter anderem zwischen 1991 und 2002 Minister für Verkehrswesen, von 2002 bis 2005 Sekretär des Parteikomitees der KPCh von Chongqing sowie zugleich zwischen 2003 und 2006 Vorsitzender des Ständigen Ausschusses des Volkskongresses der Stadt Chongqing.

## Leben
Huang Zhendong, Angehöriger des Han-Volkes, absolvierte nach dem Schulbesuch ein Studium an der Hochschule für Navigationstechnik in Nanjing, welches er 1963 am Institut für Schifffahrt in Shanghai, der heutigen Shanghai-Schifffahrtsuniversität, abschloss. Im Anschluss war er zwischen 1963 und 1982 als Planer in der Sektion Finanzen des Verwaltungsbüros, als stellvertretender Leiter der Planungsabteilung des Verwaltungsbüros sowie zuletzt als stellvertretender Direktor des Verwaltungsbüros der Hafenverwaltung von Qinhuangdao, der heutigen Hebei Port Group Co., Ltd. 1981 wurde er Mitglied der KPCh und war daraufhin zwischen 1982 und 1985 Direktor des Verwaltungsbüros der Hafenverwaltung von Qinhuangdao. Nachdem er von 1985 bis 1988 Vize-Minister für Verkehrswesen war, fungierte er von 1988 bis 1993 als Geschäftsführer der Nationalen Transportinvestitionsgesellschaft.
Im Februar 1991 wurde Huang in den Staatsrat, die Regierung der Volksrepublik China, berufen und übernahm als Nachfolger von Qian Yongchang das Amt als Minister für Verkehrswesen und bekleidete dieses bis zu seiner Ablösung durch Zhang Chunxian im Oktober 2002. Zugleich fungierte er als Minister zwischen 1991 und 2002 auch als Sekretär der Parteiführungsgruppe des Ministeriums. Als Nachfolger von Qian Yongchang war er außerdem von 1990 bis zu seiner Ablösung durch Liu Songjin 1999 auch Vorstandsvorsitzender der China Merchants’ Steam Navigation Group, Ltd., der Dampfschifffahrtsgesellschaft der China Merchants Group (CMG). Auf dem XIV. Parteitag im Oktober 1992 wurde er zuvor erstmals zum Mitglied des Zentralkomitees (ZK der KPCh) gewählt und gehörte diesem Führungsgremium nach seinen Wiederwahlen auf dem XV. Parteitag im September 1997 und dem XVI. Parteitag im September 2002 bis September 2007 an.
Als Nachfolger von He Guoqiang übernahm Huang Zhendong am 22. Oktober 2002 die Funktion als Sekretär des Stadtkomitees der KPCh von Chongqing und bekleidete diese Funktion bis Dezember 2005, woraufhin Wang Yang neuer Parteisekretär dieser regierungsunmittelbaren Stadt wurde. Zugleich war er von 2003 bis 2006 Vorsitzender des Ständigen Ausschusses des Volkskongresses der Stadt Chongqing. In der elften Legislaturperiode fungierte er zwischen 2008 und 2013 sowohl als Vorsitzender des Ausschusses für Inneres und Justizangelegenheiten als auch als Vorsitzender des Beglaubigungsausschusses des Nationalen Volkskongresses.

## Weblink
- Huang Zhendong (chinavitae.com) (Memento vom 16. April 2024 im Internet Archive)